# Synagoge (Břeclav)
Koordinaten: 48° 45′ 31,4″ N, 16° 52′ 55,3″ O

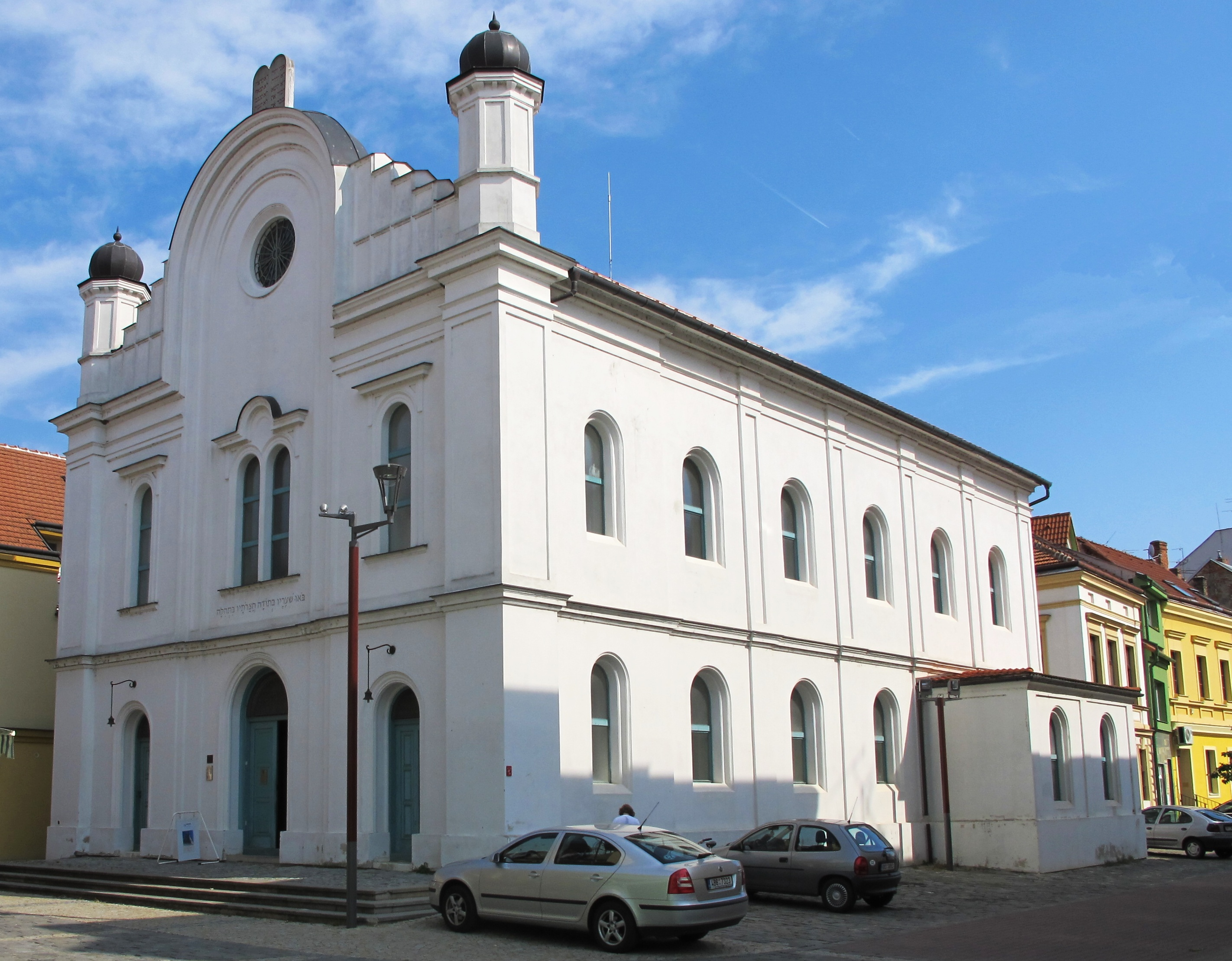
Synagoge in Břeclav

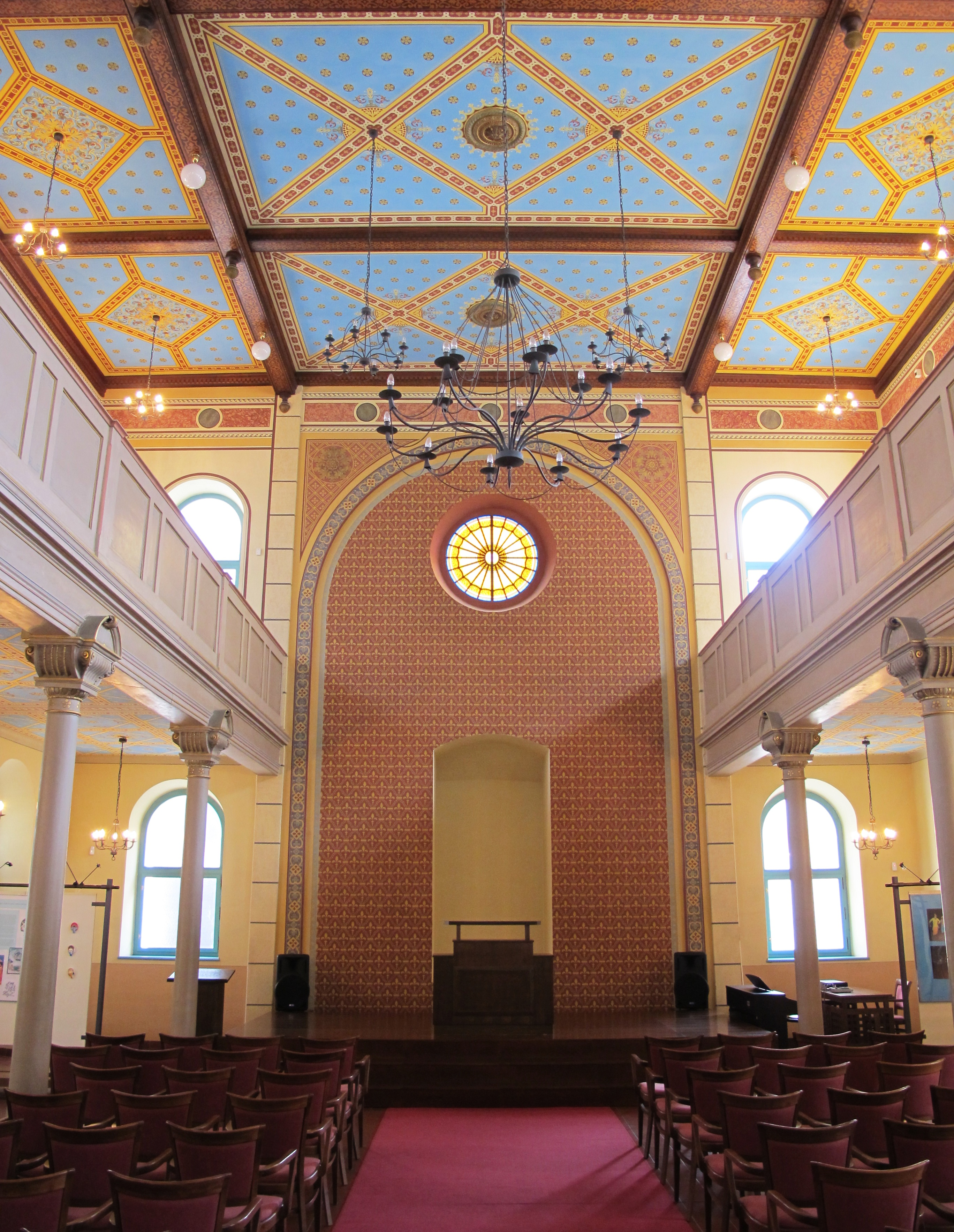
Innenansicht

Die Synagoge in Břeclav (deutsch Lundenburg), einer südmährischen Stadt in Tschechien, wurde 1868 errichtet. Die profanierte Synagoge ist seit 1992 ein geschütztes Kulturdenkmal.

## Geschichte
Die 1650 gebildete jüdische Gemeinde errichtete in den 1670er Jahren ihre erste Synagoge. Zwei Jahrzehnte später erfolgte ein Teilneubau, da die Kuppel eingestürzt war. Anstelle der alten Synagoge wurde im Jahr 1868 von Rabbiner Nathan Aron Müller ein Neubau eingeweiht, der mehr als 400 Personen Platz bot.
Das Synagogengebäude wurde Ende der 1990er Jahre umfassend renoviert und dient seitdem als Stadtmuseum und Galerie. Das Museum zeigt unter anderem eine Ausstellung zur Geschichte der jüdischen Gemeinde von Břeclav.

## Architektur
Die Synagoge im neuromanischen Stil ist ein Hallenbau, der an drei Seiten Emporen besitzt. Diese erreicht man durch zwei Treppenhäuser mit selbstständigen Eingängen.